# 7,5-cm KwK 42
Pour les articles homonymes, voir Canon de 75 mm.
Le 7,5-cm KwK 42 ou KampfwagenKanone 42 L/70 est le canon des Panzerkampfwagen V Panther allemands lors de la Seconde Guerre mondiale. Sous le nom de 7,5-cm PaK 42 (7,5 cm PanzerabwehrKanone 42 L/70), il arme les chasseurs de chars Jagdpanzer IV/70, et fut envisagé pour d'autres engins. Il est le canon le plus efficace de ce calibre durant le conflit, tout au moins dans sa vocation prioritairement antichar. Dans cette fonction, il se montre plus performant que le célèbre 88 mm L/56 monté sur le Tiger.

## Données techniques

### Conception

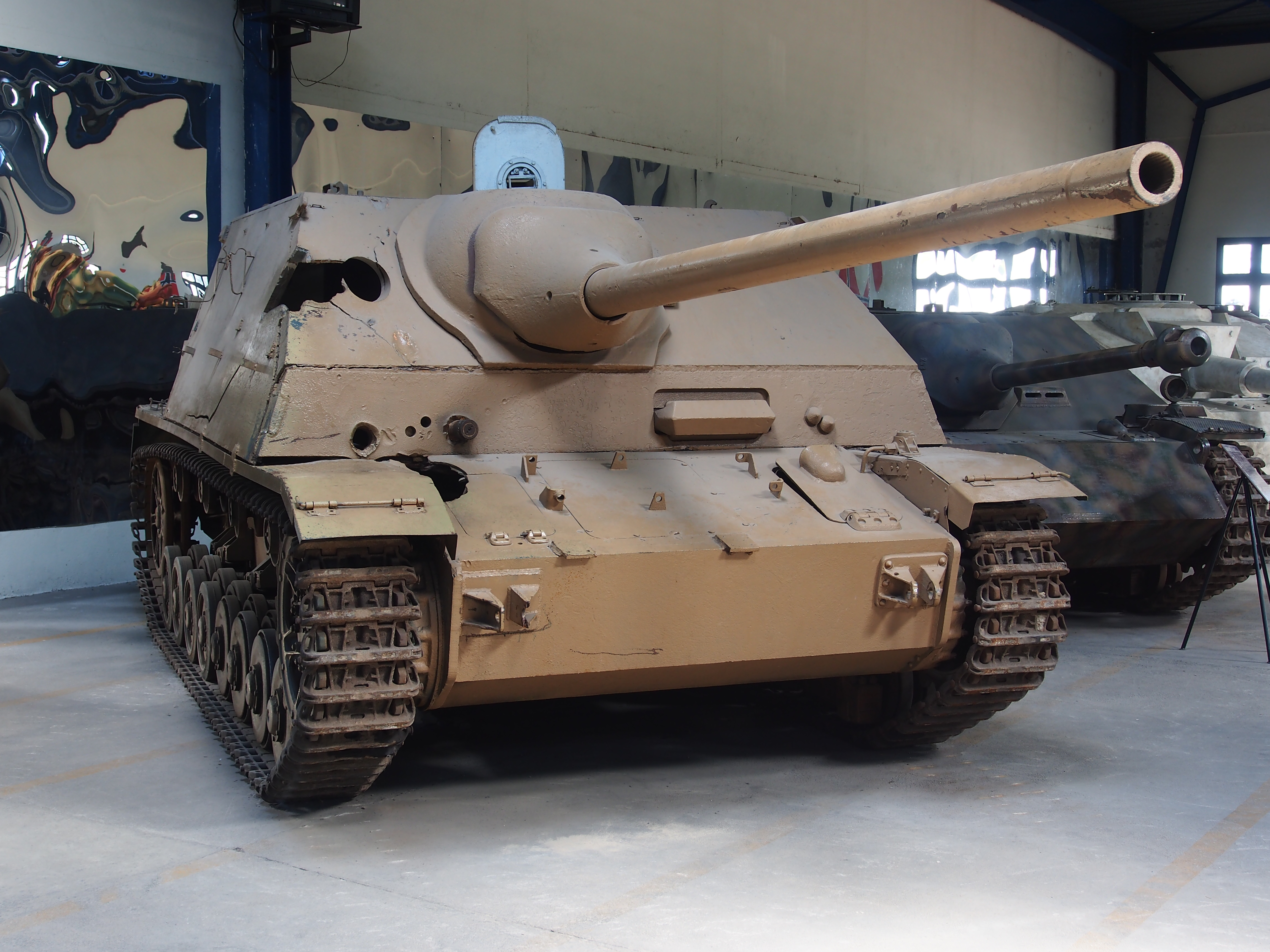
Jagpanzer IV/70(A) portant un PaK 42. À l'arrière-plan, un jagpanzer IV/48 doté d'un 7.5 cm PaK 39 L/48.

Bien que le 7,5-cm KwK 40 soit efficace contre les chars moyens ennemis, en particulier le T-34, il est demandé fin 1941 un canon plus performant à longue distance pour le futur Sd.Kfz. 171 Panzerkamfwagen V. Le prototype VK.3002 de MAN (Maschinenfabrik Augsburg-Nürnberg) l'intègre en avril 1942. Rheinmetall-Borsig AG dans son usine d'Unterlüß conçoit alors un canon long de 70 calibres , l'augmentation de la longueur du tube et des cartouches donnant un tir tendu et une vitesse initiale exceptionnelle à cette époque. Couplé à des optiques de visée performantes, l'arme permettra de détruire les chars soviétiques dans les plaines russes à des distances dépassant les 2 kilomètres, bien au-delà de la capacité des optiques et canons ennemis.
Dès septembre 1942, le Wa Prüf 6 (Waffenprüfämter, bureau d'essai de l'armement no 6, celui s'occupant des blindés) demande à Vomag que la modification PaK 42 arme le nouveau Jagdpanzer IV en cours de conception, bien que l'arme n'ai pas encore vu le combat. Les travaux sont aboutis en avril 1944. La difficulté d'approvisionnement des usines et la priorité donnée au Panther font que le canon n'est pas disponible dans un premier temps pour doter le chasseur de chars, qui « se contente » d'un 7,5 cm PaK 39, avant que les deux modèles Jagdpanzer IV (A) et (V) ne le reçoivent en août 1944. L'accroissement des performances antichar est de 20 à 30 % selon la distance. Si le bilan du Panther s'avère mitigé à l'issue de la Bataille de Koursk, la puissance de la pièce n'est pas remise en doute.
Le KwK et le PaK, tout au moins la culasse et le canon, sont en tous points similaires ; la seule différence se trouve dans le frein de tir : celui-ci doit être contenu dans la tourelle exigüe du char de combat et nécessite un frein de bouche (à simple étage, semblable à celui du Pz IV ausf. F2, sur les tout premiers modèles), qui est toujours absent pour le chasseur de char.
Dans la tourelle du Panther, le tireur est positionné à gauche de la culasse et dispose d'une lunette binoculaire sur l'ausf. D, d'une mire monoculaire sur les modèles suivants. Le chargeur se tient à droite.
La lunette de visée TZF 12a est graduée pour la lutte antichar jusqu'à 3 000 m, ce qui constitue sa portée pratique ; il fournit deux grossissements, x2,5 et x5 pour un champ de vision de 28° et 14°.

### Efficacité
Par rapport aux performances du KwK 40 L/48, le tube de 70 calibres dispose d'une allonge d'au moins 1 km : il perce à plus de deux mille mètres, par exemple, ce que le premier ne réalise qu'à mille.  
La haute vitesse initiale du 7,5 cm KwK 42 est son point fort ; lors de sa mise en service, elle est inégalée pour un canon classique et un an après, les canons de char équivalents alliés 76 mm Gun M1A1 (792 m/s) et 17 pounder (884 m/s) ne l'égalent pas avec leurs simples munitions Armour piercing. Avec la Hartkernmunition APCR à noyau de tungstène, la vitesse à la bouche atteint les 1 120 m/s. Les premières analyses américaines affirment par ailleurs que le canon est « probablement le nouveau PaK 41 antichar » à âme conique,, celui-ci étant uniquement conçu pour atteindre une « haute vélocité » avec 1 220 m/s à la bouche.  
Face au Sherman, le KwK 42 peut percer la face avant de sa tourelle à une distance de 2 500 m, ses flancs étant vulnérables à 3 500 m. Les 45 mm de parois des T-34/76 inclinées à 60° (soit l'équivalent de 90 mm environ en blindage vertical) sont vulnérables aux distances courantes d'engagement. Le Panther domine aussi le T-34/85 et peut espérer le mettre hors de combat à 1 500 m.
À 1 200 m, le pointeur d'un 7,5-cm L/70 a statistiquement 88 % de chance de toucher au premier coup sa cible, et 41 % à 2 000 m.
| Comparaison des performances antichars de la panzergranate 39/42 avec les munitions APCBC ou APBC contemporaines. Blindage incliné à 30°, | Comparaison des performances antichars de la panzergranate 39/42 avec les munitions APCBC ou APBC contemporaines. Blindage incliné à 30°, | Comparaison des performances antichars de la panzergranate 39/42 avec les munitions APCBC ou APBC contemporaines. Blindage incliné à 30°, | Comparaison des performances antichars de la panzergranate 39/42 avec les munitions APCBC ou APBC contemporaines. Blindage incliné à 30°, | Comparaison des performances antichars de la panzergranate 39/42 avec les munitions APCBC ou APBC contemporaines. Blindage incliné à 30°, | Comparaison des performances antichars de la panzergranate 39/42 avec les munitions APCBC ou APBC contemporaines. Blindage incliné à 30°, | Comparaison des performances antichars de la panzergranate 39/42 avec les munitions APCBC ou APBC contemporaines. Blindage incliné à 30°, | Comparaison des performances antichars de la panzergranate 39/42 avec les munitions APCBC ou APBC contemporaines. Blindage incliné à 30°, | Comparaison des performances antichars de la panzergranate 39/42 avec les munitions APCBC ou APBC contemporaines. Blindage incliné à 30°, | Comparaison des performances antichars de la panzergranate 39/42 avec les munitions APCBC ou APBC contemporaines. Blindage incliné à 30°, | Comparaison des performances antichars de la panzergranate 39/42 avec les munitions APCBC ou APBC contemporaines. Blindage incliné à 30°, | Comparaison des performances antichars de la panzergranate 39/42 avec les munitions APCBC ou APBC contemporaines. Blindage incliné à 30°, | Comparaison des performances antichars de la panzergranate 39/42 avec les munitions APCBC ou APBC contemporaines. Blindage incliné à 30°, | Comparaison des performances antichars de la panzergranate 39/42 avec les munitions APCBC ou APBC contemporaines. Blindage incliné à 30°, | Comparaison des performances antichars de la panzergranate 39/42 avec les munitions APCBC ou APBC contemporaines. Blindage incliné à 30°, |
| Nationalité : | Reich allemand | Reich allemand | Reich allemand | Reich allemand | Union soviétique | Union soviétique | Union soviétique | Union soviétique | Royaume-Uni | Royaume-Uni | États-Unis | États-Unis | États-Unis | États-Unis |
| Canon : | 7,5 cm L/70 KwK 42 | 7,5 cm L/48 KwK 40 | 7,5 cm L/46 PaK 40 | 8,8 cm L/56 KwK 36 | 76,2 mm F-34 | 85 mm ZiS-S-53 | 100 mm D-10 | 122 mm D-25T | 77 mm HV ROQF | 76,2 mm OQF 17 pdr | 75 mm L/40 M3 | 76 mm Gun M1A1 | 90 mm Gun M3 | 90 mm Gun M3 |
| Char principal : | Panther | PzKpfw IV | JgPz 38(t) | Tiger | T-34/76 | T-34/85 | SU-100 | JS-2 | Comet | Firefly | Sherman | Sherman | Pershing | Pershing |
| Munition : | Pzgr.39/42 | Pzgr.39 | Pzgr.39 | Pzgr.39 | BR-350 B | BR-365K | BR-412 | BR-471 | Shot Mk 8T | Shot Mk 8T | M61 shot | M62 | M77 | M82 |
| Vitesse initiale : | 936 m/s | 770 m/s | 790 m/s | 840 m/s | 679 m/s | 792 m/s | 895 m/s | 792 m/s | 793 m/s | 884 m/s | 610 m/s | 792 m/s | 853 m/s | 808 m/s |
| --- | --- | --- | --- | --- | --- | --- | --- | --- | --- | --- | --- | --- | --- | --- |
| perforation à 500 m : | 124 mm | 96 mm | 104 mm | 110 mm | 62 mm | 92 mm | 125 mm | 122 mm | 115 mm | 138 mm | 69 mm | 93 mm | 115 mm | 129 mm |
| à 1 000 m : | 111 mm | 85 mm | 89 mm | 99 mm | 55 mm | 81 mm | 110 mm | 105 mm | 110 mm | 120 mm | 60 mm | 88 mm | 95 mm | 120 mm |
| à 1 500 m : | 99 mm | 74 mm | 76 mm | 91 mm | 48 mm | 72 mm | 95 mm | 94 mm | 100 mm | 112 mm | 55 mm | 82 mm | 78 mm | 114 mm |

Deux fois plus efficace que le canon du T-34/76, le KwK 42 n'est égalé que par les 77 mm et Ordnance QF de 17 pounder britanniques, ou, dans une autre catégorie (à cadence de tir et emport de munitions moindres, entre autres), par les canons lourds du Pershing américain et des SU-100 et JS-2 soviétiques.

### Développement

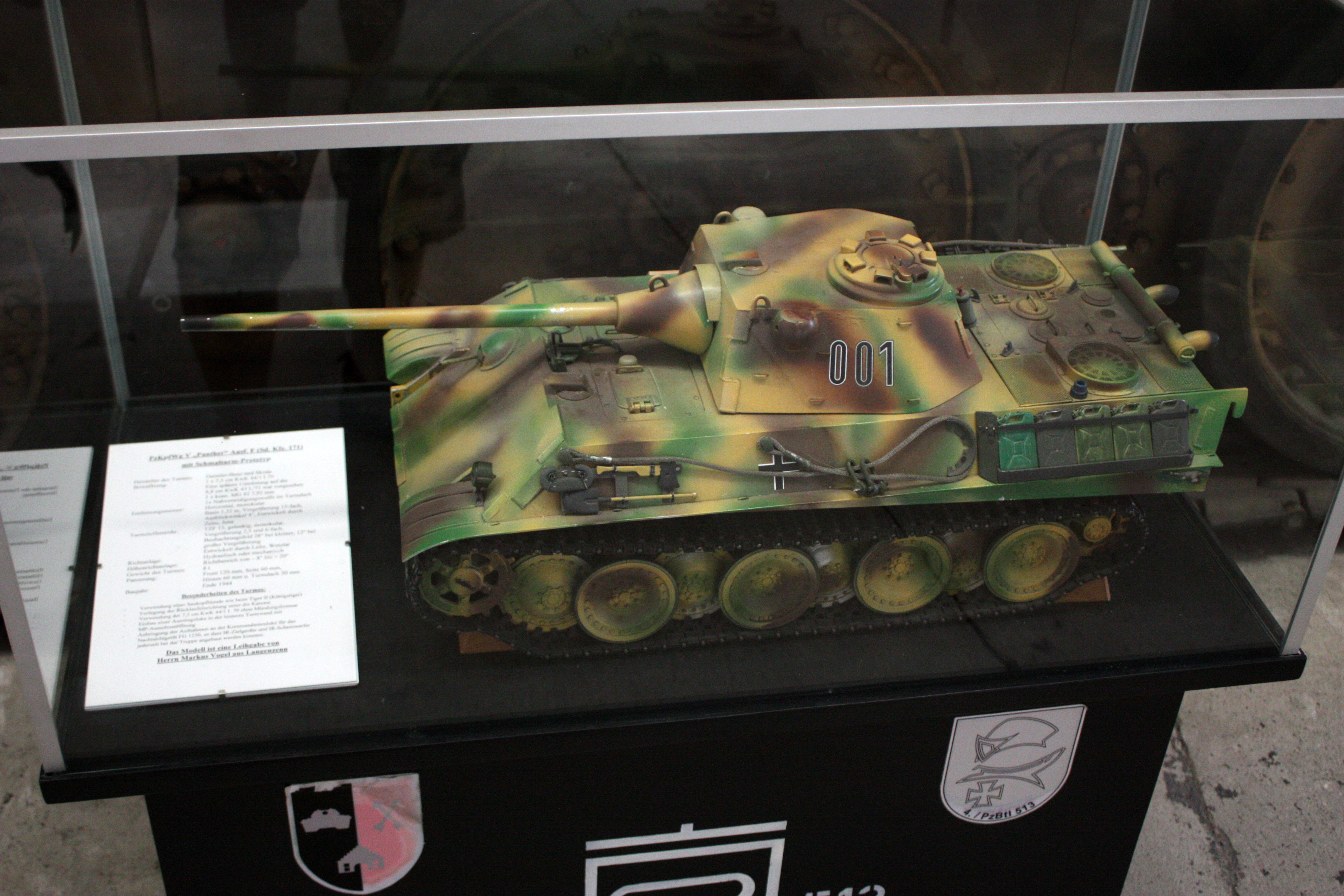
Maquette du Panther ausf. F avec tourelle Schmalturm et KwK 44/1

Le PaK 42 n'est pas utilisé sur affût tracté, mais il est à noter que 268 KwK 42 arment les tourelles statiques et semi-enterrées Pantherturm.  
Bien que marquant le pas face aux derniers chars lourds ennemis, en particulier le JS-2 soviétique, le canon est jugé encore efficace contre les chars moyens à la fin du conflit. Il est prévu qu'il soit monté sur divers engins en cours de planification ou d'élaboration, souvent en remplacement du plus ancien 7,5 cm PaK 39. L'installation d'un 7,5 cm L/70 sur waffenträger, PzKpfw IV avec tourelle Schmalturm, Sd.Kfz.251 ou encore Sturmgeschütz est rapidement écartée, mais est envisagée pour le futur E-10 et officialisée comme armement standard des Jagdpanzer 38(d) et E-25. Celui-ci est aussi susceptible d'accueillir un barillet rotatif accélérant le rechargement, selon le principe déjà utilisé par le BordKanone 7.5 sur avion. Un système de chargement automatique (Mehrladeeinrichtung) est aussi en cours d'élaboration, en 1945, pour améliorer la cadence de tir d'un 7,5 cm KwK 42/2 (L/70). 
Si la conception du 7,5 cm KwK 42 L/100 demeure hypothétique, la firme Skodawerke de Pilsen a construit un prototype KwK 44/1 de 70 calibres, plus simple à fabriquer, pour le futur Panther ausf. F et sa tourelle Schmalturm. Il aurait été doté de plus d'un nouveau viseur périscopique stabilisé SZF1 ou d'un Leitz TZF 13 à magnificence 2,5x et 6x,,.

### Défauts
Bien que l'arme « cumule les superlatifs »,, voire est « la meilleure de la guerre »,, elle n'est pas exempte de défauts. Réclamée en particulier pour les vastes espaces du Front de l'Est, son allonge n'est plus autant nécessaire aux distances de combat de l'Europe de l'Ouest, en particulier dans les combats en Normandie et les engagements urbains. Là, la longueur du canon peut devenir une gêne lors de la rotation de la tourelle, et grève de plus la mobilité tactique du « canard » Jagdpanzer IV/70. Plus grave, lors de tirs soutenus, le long tube est soumis à des vibrations qui empêchent les tirs précis à longue portée durant quelques secondes.
Indirectement liée au canon, la lunette de visée extrêmement sophistiquée s'avère d'un réglage fastidieux et fragile, ce qui peut se révéler préjudiciable en situation de combat.
Le principal défaut de l'arme est le manque de puissance de sa munition explosive Sprenggranate 42. Tout comme pour le canon long de 76 mm M1A1 du Sherman comparé au 75 mm M3, l'obus explosif du KwK 42 est moins puissant que celui du court 7,5 cm L/24 armant les engins d'appui. Sa charge d'explosif est en effet de 653 g d'Amatol contre 850 g du même explosif pour la Sprenggranate 34. Son efficacité contre les « cibles molles », et partant sa polyvalence, est ainsi insuffisante pour un canon de cette volée, et cela constitue même un des principaux critères qui empêchent de déclarer le Panther comme le « premier » Main battle tank. En forçant le trait, il est un engin « mal conçu, mal né [...] construit autour » de la pièce de 75 mm.

## Munitions
En plus de diverses munitions à usages tactiques (fumigènes, incendiaires, d'entraînement), les dotations comprennent des munitions explosives (sprenggranaten) et antichars (panzergranaten). Les obus antichar sont similaires à ceux utilisés sur les autres 75 mm lang ; néanmoins, ils sont pourvus de deux ceintures de forcement au lieu d'une, plus larges. L'appellation originale est ainsi modifiée pour les différencier : panzergranate 39/42 et 40/42. La cartouche (patrone), ou douille, des KwK 42/PaK 42 (75 × 640 mm R) est différente de celles du PaK 40 (75 × 714 mm R) et des KwK 40 de 43 et 48 calibres (75 × 495 mm R).
En raison des excellentes performances antichar et de la haute vitesse initiale, il n'est pas prévu de munition à charge creuse (holladunggranate).

### Sprenggranate 42
Poids de l'obus : 5,74 kg
Quantité d'explosif : 653 g d'Amatol
Longueur de la munition encartouchée : 92,92 cm
Poids de la munition encartouchée : 11,14 kg
Vitesse initiale : 700 m/s

## Notes et références

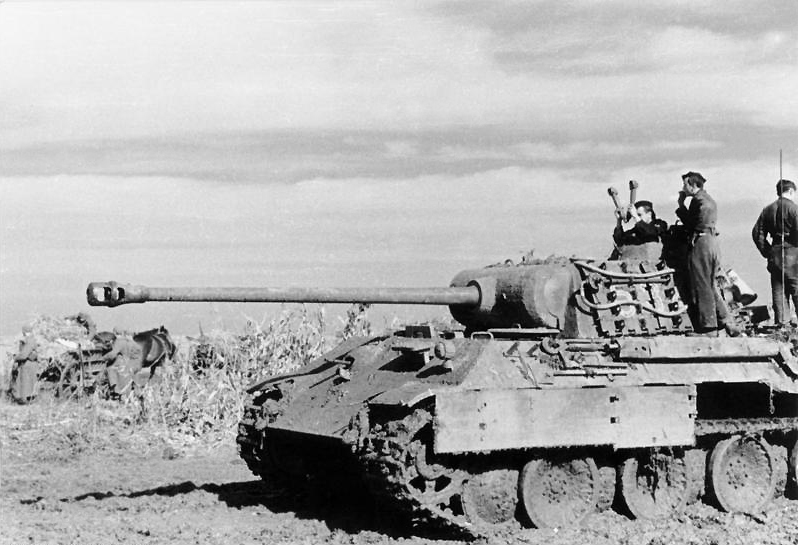
Panzer V Panther

### Panzergranate 39/42

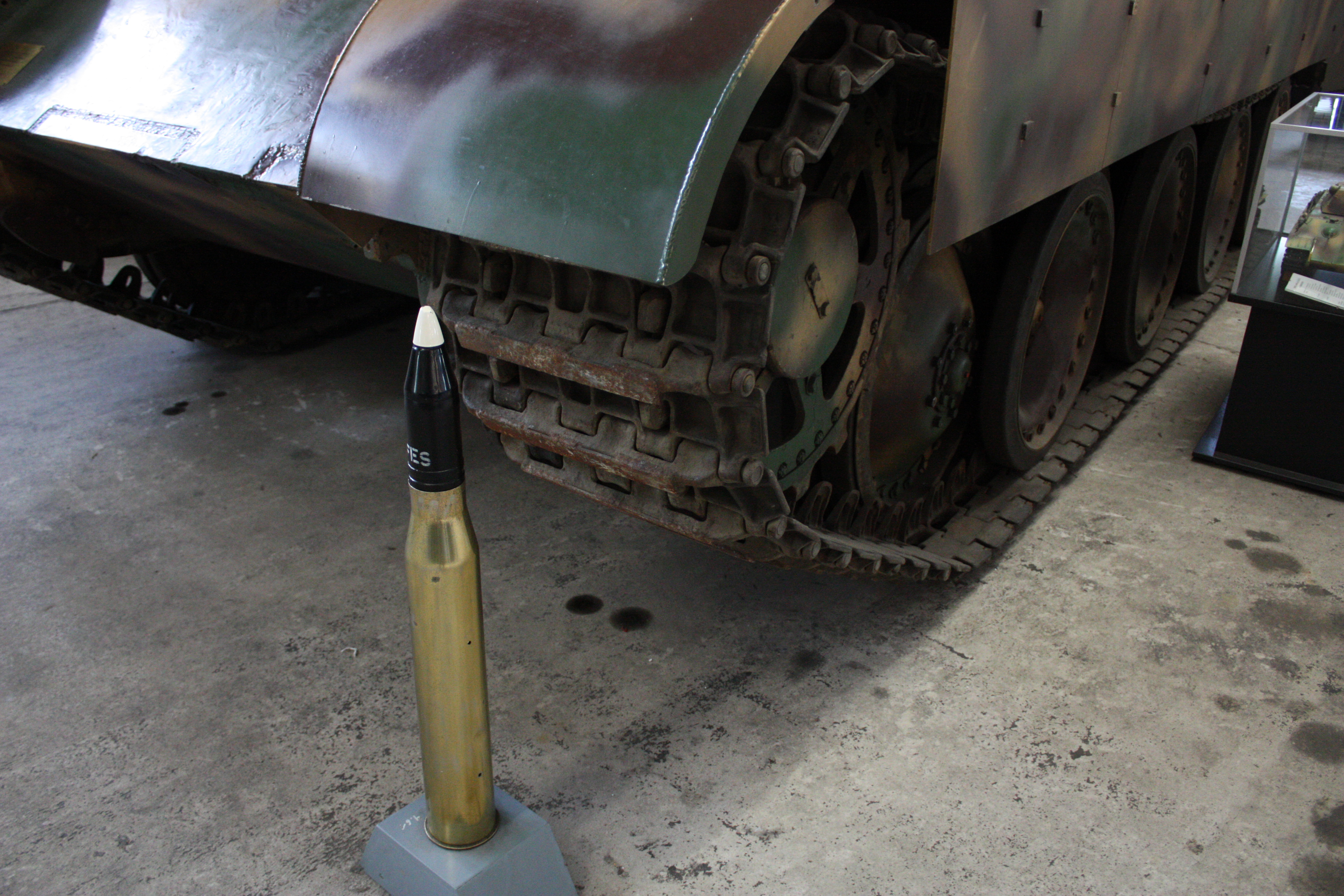
Panzergranate 39/42 conservée devant un PzKpfw V Panther

La Pzgr. 39/42 est l'obus antichar standard, avec un corps en acier. Classé APCBC-HE-T, cela indique qu'il est doté d'une coiffe de pénétration, d'une fausse ogive, d'un traçant et d'une petite charge explosive de 113 g de cyclonite, destinée à exploser 0,15 seconde après impact dans l'intérieur du véhicule ciblé.
Poids de l'obus : 6,8 kg
Longueur de la munition encartouchée : 89,32 cm
Poids de la munition encartouchée : 14,3 kg
Vitesse initiale : 936 m/s, soit autant que la Panzergranate 40 du KwK 40.
| Distance  | Pénétration à 0 degré | Pénétration à 0 degré | Pénétration à 30 degrés |
| --------- | --------------------- | --------------------- | ----------------------- |
| Sources : |                       | [ 18 ]                | ,                       |
| 100 m     | 185 mm                | 190 mm                | 138 mm                  |
| 500 m     | 168 mm                | 160 mm                | 124 mm                  |
| 1 000 m   | 149 mm                | 135 mm                | 111 mm                  |
| 1 500 m   | 132 mm                | 114 mm                | 99 mm                   |
| 2 000 m   | 116 mm                | 98 mm                 | 89 mm                   |

### Panzergranate 40/42 (HK)
L'obus APCR, rare, cher, très efficace à courte et moyenne portée est constitué d'un noyau dur (Hartkern) au carbure de tungstène. Doté d'une très forte vitesse initiale, il use prématurément le tube.
Poids de l'obus : 4,75 kg

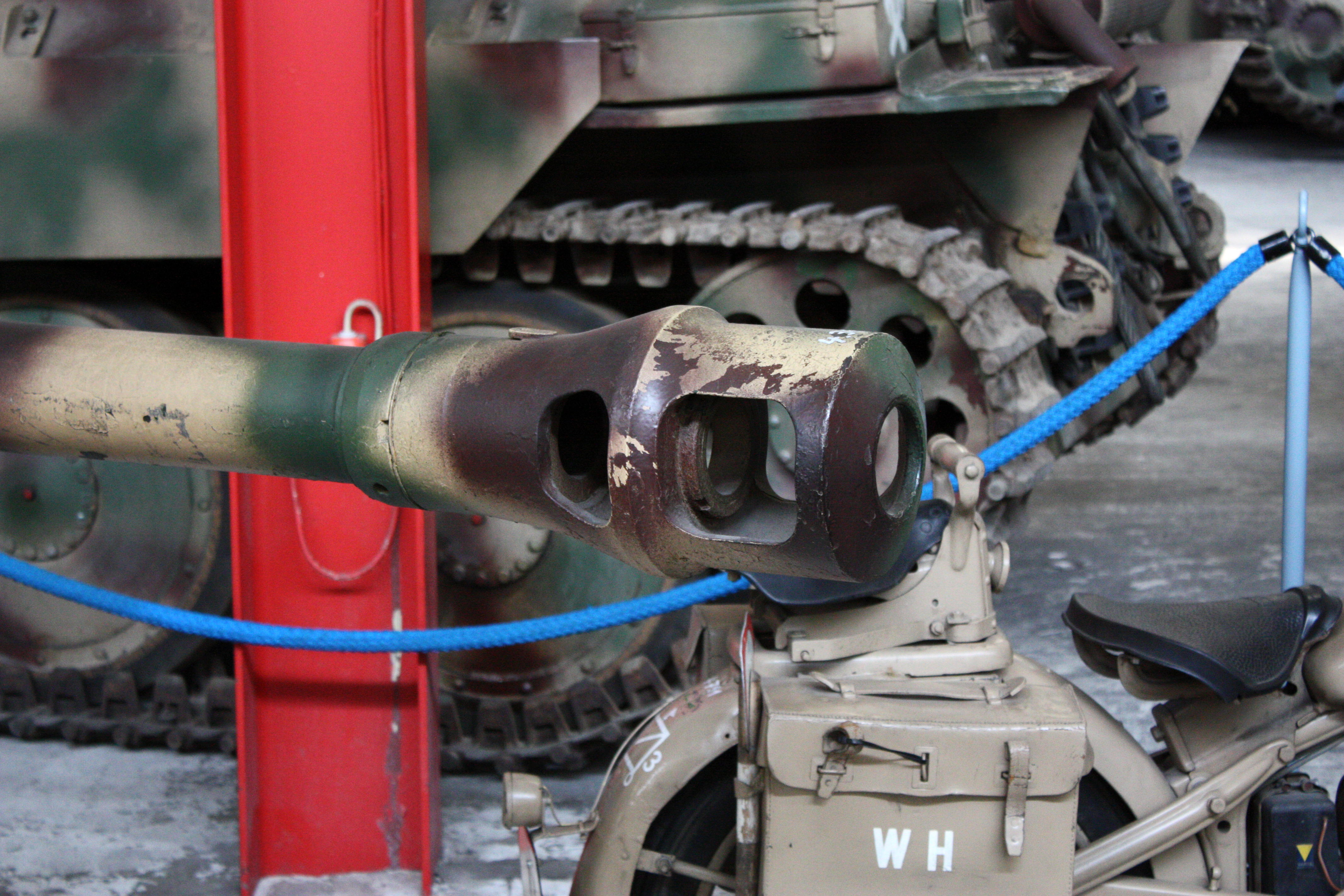
Frein de bouche du 7.5 cm KwK 42 L/70

Longueur de la munition encartouchée : 87,52 cm
Vitesse initiale : 1 120 m/s
| Distance  | Pénétration à 30 degrés |
| --------- | ----------------------- |
| Sources : | ,                       |
| 100 m     | 194 mm                  |
| 500 m     | 174 mm                  |
| 1 000 m   | 149 mm                  |
| 1 500 m   | 127 mm                  |
| 2 000 m   | 106 mm                  |